# 平島武次郎
平島 武次郎（ひらしま たけじろう、? - ?）は、幕末の浪人。

## 経歴・人物
備中国（現：岡山県）の浪人。梅田雲浜に学ぶ。安政6年（1859年）萩藩の重臣に討幕を献策するため、大高又次郎と共に萩へ行くが、献策までに至らなかった。